# Sven Olsson
Sven Arthur Olsson dit Sven Olsson (3 octobre 1889 à Göteborg – 19 mai 1919 à Göteborg) est un joueur de football international suédois, évoluant au poste de milieu de terrain. 

## Biographie
Sven Olsson reçoit 7 sélections en équipe de Suède entre 1908 et 1909. Il joue son premier match en équipe nationale le 12 juillet 1908 contre la Norvège et son dernier le 11 juin 1909 contre l'équipe d'Angleterre.
Il participe aux Jeux olympiques d'été de 1908, terminant quatrième du tournoi. Lors du tournoi olympique organisé à Londres, il joue deux matchs : contre la Grande-Bretagne et les Pays-Bas, la Suède encaissant un total quatorze buts.